# 운양중학교
운양중학교(雲陽中學校)는 대한민국 경기도 김포시 장기동에 있는 공립 중학교이다.

## 학교 연혁
- 2014년 1월 13일 : 도립학교 설치조례 공포
- 2014년 1월 23일 : 운양중학교 준공
- 2014년 3월 1일 : 운양중학교 설립, 7학급 개교
- 2014년 3월 1일 : 초대 이경숙 교장 취임
- 2014년 3월 3일 : 제1회 입학식(233명)
- 2017년 2월 7일 : 제1회 졸업식(244명)
- 2023년 1월 5일 : 제7회 졸업장 수여(382명)
- 2023년 3월 1일 : 제4대 정승화 교장 취임
- 2024년 3월 4일 : 제11회 입학식(397명)

## 참고 자료
- 운양중학교 - 한국교육학술정보원 학교알리미